# حرب الأفيون الثانية
حرب الأفيون الثانية (بالإنجليزية: Second Opium War)‏، أو الحرب الأنجلو صينية الثانية، أو الحرب الصينية الثانية، أو حرب السهم، أو التجريدة الأنجلو فرنسية على الصين، هي حرب بين الامبراطورية البريطانية والإمبراطورية الفرنسية على سلالة تشينغ الصينية، من 1856 حتى 1860. وكانت لها نفس دوافع حرب الأفيون الأولى. هذه هي الحرب الرئيسية الثانية من سلسلة حروب الأفيون، والتي حُورب فيها بشأن القضايا المتعلقة بتصدير الأفيون إلى الصين، ونتج عنها هزيمة ثانية لسلالة تشينغ. أدت اتفاقيات معاهدة بكين إلى التنازل عن شبه جزيرة كولون لتصبح جزءًا من هونج كونج.

## الأسماء
يُستخدَم مصطلحا «الحرب الثانية» و«حرب السهم» في الأدبيات. يشير اسم «حرب الأفيون الثانية» إلى أحد الأهداف الإستراتيجية البريطانية: تقنين تجارة الأفيون، وتوسيع التجارة، والسماح بدخول التجار البريطانيين إلى الصين كاملة، وإعفاء الواردات الأجنبية من رسوم النقل الداخلي. بينما يشير اسم «حرب السهم» إلى اسم السفينة التي كانت نقطة انطلاق الصراع.

## أصول الحرب
تبعت هذه الحرب حرب الأفيون الأولى. منحت معاهدة نانجينغ -وهي أول ما أطلق الصينيون عليها لاحقًا اسم «المعاهدات غير المتكافئة»- في عام 1842 ضمانات وإعفاءات من القوانين المحلية لبريطانيا، بالإضافة إلى فتح خمسة موانئ للمعاهدات، والتنازل عن جزيرة هونغ كونغ. أدى فشل المعاهدة في تحقيق الأهداف البريطانية المتمثلة في تحسين العلاقات التجارية والدبلوماسية إلى حرب الأفيون الثانية (1856-1860). تُعتبر حرب الأفيون الأولى في الصين هي بداية التاريخ الصيني الحديث.
أدت أعمال العدوان المتكررة ضد الرعايا البريطانيين بين الحربين في عام 1847 إلى ذهاب حملة إلى كانتون التي قامت بالهجوم والسيطرة على حصون بوكا تيجرس بواسطة انقلاب رئيسي، مما أدى إلى إتلاف 879 مدفعًا.

### اندلاع الحرب
شهدت الخمسينيات من القرن الماضي النمو السريع للإمبريالية الغربية. كانت بعض الأهداف المشتركة للقوى الغربية هي توسيع أسواقها الخارجية وإنشاء منافذ جديدة للاتصال. تضمنت معاهدة هوانغبو الفرنسية ومعاهدة وانغشيا الأمريكية بنودًا تسمح بإعادة التفاوض بشأن المعاهدات بعد 12 عامًا من سريانها. طالبت بريطانيا سلطات تشينغ بإعادة التفاوض بشأن معاهدة نانجينغ (الموقعة في عام 1842) في محاولة لتوسيع امتيازاتها في الصين، مشيرين إلى وضعهم كالأمة الأفضل. شملت المطالب البريطانية فتح جميع المناطق الصينية أمام الشركات التجارية البريطانية، وتقنين تجارة الأفيون، وإعفاء الواردات الأجنبية من رسوم النقل الداخلي، والسيطرة على القراصنة، وتنظيم تجارة العمال، والإذن لسفير بريطاني بالإقامة في بكين، وأن تكون للنسخ الإنجليزية من المعاهدات الأسبقية على اللغة الصينية.
لمنح السفن التجارية الصينية العاملة حول موانئ المعاهدة نفس الامتيازات الممنوحة للسفن البريطانية بموجب معاهدة نانجينغ، سمحت السلطات البريطانية لهذه السفن بالحصول على التسجيل البريطاني في هونغ كونغ. استولى جنود مشاة البحرية الصينية في كانتون على سفينة شحن تدعى «السهم» للاشتباه في قيامها بالقرصنة في أكتوبر عام 1856، واعتقلت 12 من أفراد طاقمها الصينيين الأربعة عشر. سبق استخدام السهم من قبل القراصنة ثم استولت عليها الحكومة الصينية، وبيعت مجددًا في وقت لاحق. ثم سُجلّت كسفينة بريطانية وكانت لا تزال تحمل العلم البريطاني وقت الاستيلاء عليها، على الرغم من أن تسجيلها كان قد انتهى. أبلغ قبطان السفينة توماس كينيدي الذي كان على متن سفينة مجاورة في ذلك الوقت، عن رؤية قوات المارينز الصينية تنزل العلم البريطاني من على السفينة. اتصل هاري باركس القنصل البريطاني في كانتون بيي مينغشن المفوض الإمبراطوري ونائب الملك عن ليانغوانغ للمطالبة بالإفراج الفوري عن الطاقم، والاعتذار عن الإهانة المزعومة للعلم. أطلق يي سراح تسعة من أفراد الطاقم، ولكنه رفض الإفراج عن الثلاثة الآخرين.
دمر البريطانيون أربعة حصون حاجزة في 23 أكتوبر. قُدم طلب للسماح للبريطانيين بدخول المدينة في 25 أكتوبر. وفي اليوم التالي، بدأ البريطانيون في قصف المدينة، بإطلاق قنبلة واحدة كل 10 دقائق. وضع يي مينغشن مكافأة على كل رأس بريطانية تُجز. فُجرت حفرة في أسوار المدينة ودخلتها القوات في 29 أكتوبر، وقام جيمس كينان (القنصل الأمريكي) برفع علم الولايات المتحدة على جدران المدينة ومبنى يي مينغشن. كانت الخسائر 3 قتلى و12 جريحًا. فشلت المفاوضات وقُصفت المدينة. هجمت 23 سفينة صينية حربية على المدينة في 6 نوفمبر ولكن دُمرت بالكامل. كانت هناك فترات توقف للمحادثات بالتبادل مع فترات من القصف البريطاني، ونشبت العديد من الحرائق، ثم عاد البريطانيون إلى هونغ كونغ في 5 يناير 1857.

### التأخير البريطاني
فقدت الحكومة البريطانية تصويتًا برلمانيًا بخصوص حادثة السهم وما حدث في كانتون حتى نهاية هذا العام في 3 مارس 1857. ثم جرت انتخابات عامة في أبريل 1857 مما زاد من أغلبية الحكومة.
سألت الحكومة البريطانية كلاً من الولايات المتحدة الأمريكية وروسيا في أبريل ما إذا كانوا مهتمين بعقد تحالف، لكن كلا الطرفين رفضا العرض. أصبح التمرد الهندي جديًا في مايو 1857. وحُولت القوات البريطانية المتجهة إلى الصين تجاه الهند، والتي كانت تعتبر مسألة ذات أولوية.

### تدخل فرنسا
انضمت فرنسا إلى الحرب البريطانية ضد الصين بناءً على شكاوى من مبعوثهم البارون جان بابتيست لويس جروس بشأن إعدام المبشر الفرنسي الأب أوغست تشابديلين من قبل السلطات المحلية الصينية في مقاطعة قوانغشي، والتي لم تكن متاحة في ذلك الوقت للأجانب.
اتحدت القوات البريطانية والفرنسية تحت قيادة الأدميرال السير مايكل سيمور. قام الجيش البريطاني بقيادة اللورد إلجين والجيش الفرنسي بقيادة جروس بمهاجمة واحتلال كانتون (قوانغتشو) في أواخر عام 1857. وشُكّلت لجنة مشتركة من التحالف. ترك الحلفاء حاكم المدينة في منصبه الأصلي من أجل الحفاظ على النظام نيابة عنهم. حافظ التحالف البريطاني الفرنسي على سيطرته على كانتون لمدة أربع سنوات تقريبًا.
ثم قام التحالف بالذهاب في حملة في الشمال للاستيلاء لفترة وجيزة على حصون تاكو بالقرب من تيانسين (المعروفة الآن باسم تيانجين) في مايو 1858.

### تدخل الدول الأخرى
أرسلت الولايات المتحدة الأمريكية وروسيا مبعوثين إلى هونغ كونغ لتقديم مساعدة عسكرية إلى البريطانيين والفرنسيين، رغم أن روسيا في النهاية لم ترسل أي مساعدات عسكرية.
كانت الولايات المتحدة الأمريكية متورطة في صراع بسيط تزامن مع هذه الحرب، على الرغم من أنها تجاهلت عرض المملكة المتحدة للتحالف ولم تنسق مع القوات الأنجلو-فرنسية. قصفت الحامية الصينية في كانتون سفينة بخارية تابعة للولايات المتحدة الأمريكية في عام 1856؛ وثأرت لها البحرية الأمريكية في معركة حصون نهر اللؤلؤ. ثم قصفت السفن الحصون النهرية قرب كانتون ثم هاجمت وأخذتهم. جُدّدت الجهود الدبلوماسية بعد ذلك، ووقّعت الحكومتان الأمريكية والصينية اتفاقًا بشأن الحياد الأمريكي في حرب الأفيون الثانية.
وعلى الرغم من وعد حكومة الولايات المتحدة الأمريكية بالحياد، فقد ساعدت السفينة يو إس إس سان جاسينتو التحالف الإنجليزي-الفرنسي في قصف حصون تاكو في عام 1859.

### معركة كانتون
بدأت القوات البريطانية بالتجمع في هونغ كونغ خلال عام 1857، وانضمت إليها قوة فرنسية. ثم أصبح لديهم عدد كافٍ من السفن والرجال في ديسمبر 1857 لإثارة مسألة عدم الوفاء بالتزامات المعاهدة والتي بموجبها لهم حق الدخول إلى كانتون. أرسل باركس إنذارًا بدعم من حاكم هونغ كونغ سير جون بوينغ والأدميرال السير مايكل سيمور، مهددًا بقصف كانتون في 14 ديسمبر إذا لم يُطلق سراح الرجال خلال 24 ساعة.
ثم أُطلق سراح الطاقم المتبقي من سفينة السهم، دون اعتذار من نائب الملك يي مينشغن الذي رفض أيضًا احترام شروط المعاهدة. وافق سيمور واللواء فان شتراوبنزي والأدميرال دي جينوي على خطة لمهاجمة كانتون كما أمروا. أصبح هذا الحدث معروفًا بحادثة السهم واعتبر اسمًا بديلًا للنزاع الناشئ عن ذلك.
أدى الاستيلاء على كانتون في 1 يناير 1858 وهي مدينة يبلغ تعداد سكانها أكثر من مليون، من قبل أقل من 6000 جندي إلى مقتل 15 جندي من القوات البريطانية والفرنسية وإصابة 113 جندي. وتوفي نحو 200-650 من السكان المدافعين عن مدينتهم في هذه المعركة. قُبض على يي مينغشن ونُفي إلى كلكتا بالهند، حيث جوع نفسه حتى الموت.